# Jordi Martínez Filva
Jordi Martínez Filva és un exfutbolista i entrenador de futbol nascut a Montmeló l'11 de febrer de 1977. Soci de l'Agrupació Barça Jugadors, l'associació d'exjugadors del FC Barcelona, actualment és entrenador de la FCB Escola.

## Carrera esportiva
Martínez inicia la seva carrera esportiva a les categories inferiors del FC Barcelona, a l'equip Infantil A. Dins del club, arribaria a disputar tres temporades amb el filial de l'equip: una a Segona Divisió A, una altra a cavall entre la divisió del plata i el Córdoba CF i una altra al Barça B, ja a Segona Divisió B entre l'any 1994 i l'any 1997.
Posteriorment, el davanter centre va recalar en diversos clubs històrics del futbol espanyol i català, alternant la Segona Divisió A i la Segona Divisió B: Palamós CF, UE Figueres, CE Castelló, Cartagonova FC, CE Mataró, Hèrcules Club de Futbol, UE Sant Andreu, Terrassa FC i CE l'Hospitalet. El 24 de maig de 2006, quan militava a les files de la UE Sant Andreu, Martínez va ser seleccionat per Pere Gratacós per a disputar el partit entre la Selecció Catalana de Futbol i el combinat nacional de Costa Rica.
Finalment penjaria les botes amb la samarreta del FC Santboià després de dues temporades i mitja. Amb l'equip del Baix Llobregat va guanyar l'edició del Torneig d'Històrics del Futbol Català celebrada l'any 2012. Martínez es va erigir en el màxim golejador de la competició amb tres dianes i va ser nomenat millor jugador del torneig.

## Carrera com a entrenador
L'exfutbolista mai s'aparta definitivament dels terrenys de joc i decideix iniciar la seva carrera com a entrenador de futbol, que complementa amb la seva participació en l'Agrupació Barça Jugadors. Des de les banquetes va dirigir el primer equip del Palamós CF i actualment és tècnic de la FCB Escola, l'acadèmia de futbol formatiu del FC Barcelona.